# Skellefteå Kraft
Skellefteå Kraft — енергетична компанія, що належить муніципалітету в Швеції. 
Компанія була заснована в 1908 році. 
Працює в Шеллефтео, Лікселе, Стуруман і Сундсвалль у Швеції та в Якобстаді у Фінляндії. 
Компанія володіє низкою гідроелектростанцій, а також акціями атомної електростанції Форсмарк та ТЕС Якобстад. 
У співпраці з Fortum компанія розвиває вітрову електростанцію Блаїкен. 

Компанія також керує кількома регіональними та місцевими розподільними мережами та володіє заводом з виробництва деревних пелет. 
Разом з технологічною компанією Outotec вона заснувала технологію біоенергетичних електростанцій «GreenExergy AB».